# Hecho en casa (álbum)
Hecho en casa es el primer álbum de estudio del grupo Ecuatoriano de punk rock Kabeza de Lenteja. Este disco contiene 12 canciones. 

## Lista de canciones
Todas las canciones escritas y compuestas por Kabeza de Lenteja. 
| N.º | Título                            | Duración |  |
| 1.  | «La Señora Gorda»                 | 1:33     |  |
| 2.  | «Oye Fumon»                       | 2:55     |  |
| 3.  | «Cumbia para que la vacilen»      | 2:10     |  |
| 4.  | «Caña»                            | 2:39     |  |
| 5.  | «Ska Profe»                       | 2:49     |  |
| 6.  | «Manuela»                         | 3:02     |  |
| 7.  | «Rio Burro»                       | 1:52     |  |
| 8.  | «Que bonita es mi ciudad»         | 2:26     |  |
| 9.  | «Angélica»                        | 2:46     |  |
| 10. | «Pedazo de HP»                    | 2:19     |  |
| 11. | «No somos parte de tu ignorancia» | 3:12     |  |
| 12. | «Buen Trip»                       | 2:34     |  |

## Músicos participantes
- Kenneth Gorozabel – batería
- Juan Diego – guitarra
- Richard Peñafiel – Güiro
- Eduardo Cedeño – batería